# Staatliches Gymnasium Friedberg
Das Staatliche Gymnasium Friedberg in Friedberg (Bayern) ist ein naturwissenschaftlich-technologisches, sprachliches und sozialwissenschaftliches Gymnasium mit Englisch als erster Fremdsprache. Das Gymnasium ist Seminarschule für die Fächer Deutsch, Englisch, Geographie, Geschichte, Katholische Religionslehre, Latein und Sport männlich.

## Geschichte
Das Gymnasium wurde am 5. Juli 1974 offiziell eingeweiht. Bereits im September 1970 nahm es unter seinem Gründungsrektor Martin Hillar den Unterrichtsbetrieb auf – in den Räumen der benachbarten Realschule. Das Gymnasium war schon in seinen Anfangsjahren so weit ausgelastet, dass bereits im September 1976 einzelne Klassen in die Sondervolksschule ausgelagert werden mussten. Im Frühjahr 1978 wurde die Schule für acht Referendare zur Seminarschule für Englisch und Sozialkunde. 1979 bekam die Schule den Namen Wernher-von-Braun-Gymnasium, den es bis 2014 trug. 1989 trat Dolf Schwarz die Nachfolge des in den Ruhestand versetzten Hillar an.
Im 25. Jahr der Schulgeschichte, 1994/1995, wurden 1179 Schüler von 89 Lehrkräften unterrichtet; gleichzeitig legten 91 Schüler die Reifeprüfung ab. Am 1. August 2003 wurde Dolf Schwarz in den Ruhestand versetzt; seine Nachfolge trat Bernhard Gruber an. Seit August 2017 leitet Ute Multrus das Gymnasium und die Referendarausbildung als Seminarvorstand.
Am 8. Juli 2004 wurde das im ganzen Landkreis bekannt gewordene Musical Liebe auf Uhrwegen uraufgeführt. Am 17. und 18. Juli 2005 fand eine Tournee nach Völs am Schlern, der Partnerstadt Friedbergs, statt.
Die Schule bietet in der 7. Klasse Skikurse an, ab der Jahrgangsstufe 10 kann Italienisch gewählt werden. Ein Schüleraustausch besteht mit dem I.T.C. Blaise Pascal in Giaveno, westlich von Turin, sowie mit dem Lycée de La Plaie de L'Ain in Ambérieu-en-Bugey in Frankreich.
Zusätzlich findet regelmäßig ein Amerikaaustausch mit der Logan High School in La Crosse, Wisconsin, statt.
Ebenso wird seit 2013 alljährlich eine einwöchige Sprachreise nach Broadstairs, England, für die 9. Klassen angeboten.
Im November 2018 erhielt das Gymnasium die Auszeichnung MINT-freundliche Schule. Im Juli 2019 wurde der Schule das Berufswahlsiegel für herausragende Studien- und Berufsorientierung verliehen.
Für die neunten Klassen wurde ein jährliches Betriebspraktikum von einer Woche eingeführt.

## Namensgebung
Namenspatron des Friedberger Gymnasiums war zunächst ab 1979 der Ingenieur und Physiker Wernher von Braun. Ein Arbeitskreis setzte sich später mit der problematischen Bedeutung Wernher von Brauns auseinander. Unter anderem war er während der Zeit des Nationalsozialismus maßgeblich an der Entwicklung und Produktion der Vergeltungswaffe 2 (V2) beteiligt, die im Konzentrationslager Mittelbau-Dora in Serie produziert wurden. Von Braun hat selbst Arbeitskräfte angefordert sowie bei einem Besuch im KZ Buchenwald Häftlinge ausgesucht. Man behielt den Namen zunächst trotzdem bei, da sein Anteil an der Entwicklung der Weltraumrakete und am Vorstoß in den Weltraum eine überragende wissenschaftlich-technische Leistung darstelle.
Die Namensgebung wurde zum 100. Geburtstag Wernher von Brauns am 23. März 2012 erneut Thema: Insbesondere die Ansprache des KZ-Überlebenden David Salz am 20. März im Friedberger Schloss mit der expliziten Aufforderung „Tut alles, damit dieser Name vom Gymnasium verschwindet!“ fand ein breites Echo. So sprach sich etwa der Friedberger Bürgermeister Peter Bergmair für eine Umbenennung aus: „Dieser Name ist Schülern und Lehrern nicht mehr zumutbar.“
Am 20. Dezember 2013 erklärte die Schulleitung den Antrag stellen zu wollen, „die im Jahre 1979 vom Bayerischen Staatsministerium vorgenommene Namensverleihung zum nächstmöglichen Zeitpunkt rückgängig zu machen.“ Grund hierfür sei ein Bericht im Fernsehmagazin Kontraste gewesen. Kultusminister Ludwig Spaenle kündigte an, die Umbenennung spätestens nach den Weihnachtsferien durchführen zu lassen. Zum 1. Februar 2014 wurde das Gymnasium in Staatliches Gymnasium Friedberg umbenannt.